# СССР-В7 бис
«СССР-В7 бис» («Челю́скинец») — советский дирижабль полужёсткого типа, построенный «Дирижаблестроем» на дирижаблестроительной верфи, находившейся на территории современного города Долгопрудного.

## Описание
«СССР-В7 бис» построен в 1935 году взамен сгоревшего в эллинге «Дирижаблестроя» 16 августа 1934 года дирижабля «СССР-В7» («Челюскинец»). Новый дирижабль получил то же название, что и сгоревший однотипный. Объём дирижабля 9500 м3, грузоподъёмность 2000 кг, максимальная скорость 120 км/ч. Двигатели работали на бензине.

## Гибель
В начале октября 1935 года дирижабль перелетел из Москвы под Ленинград, где базировался в эллинге в деревне Сализи (ныне Котельниково) недалеко от Гатчины. Дирижабль участвовал в учениях ПВО Ленинграда; далее планировалось участие в учениях Балтфлота, в ходе которых должны были выполняться посадки на воду Финского залива, высадка и приём на борт людей. До начала учений экипаж отрабатывал технику посадки на воду озёр; в частности, 23 октября был выполнен перелёт Сализи — Петрозаводск на расстояние около 345 км с посадкой на Онежское озеро. В ночь на 24 октября 1935 года во время обратного перелёта за несколько километров до Сализи у дирижабля кончилось топливо из-за ошибочных расчётов. Дирижабль начало сносить ветром к границе с Финляндией. Экипаж принял решение приземлиться. Во время приземления в полной темноте дирижабль зацепился за линии электропередачи и загорелся. Экипаж по приказу командира выпрыгнул из гондолы с высоты 6-8 метров в мелкое болото, не получив травм, однако один из членов экипажа (пилот Владимир Иванович Скрынник), по-видимому, не понял приказа и ушёл из пилотской кабины в радиорубку за своим парашютом, не смог её покинуть и погиб в результате пожара. Дирижабль упал на собачий питомник НКВД охраны порохового и динамитного завода № 52 восточнее села (ныне город) Никольское Тосненского района Ленинградской области. «СССР-В7 бис» сгорел в пожаре. Погиб один член экипажа и около 100 овчарок.

Вылетев в обратный путь в 17 ч. 00 м., командир корабля для экономии бензина вынужден был перевести корабль на один мотор. Это, естественно, уменьшило скорость корабля и обусловило тем самым довольно резкое увеличение времени полета. При попытке совершить вынужденную посадку на озеро Колпино (запретная зона) заглох последний мотор, и корабль перешел в режим свободного полета, волоча за собой уже выброшенные гайдропы. После неудачной попытки приземлиться у Бадайского стекольного завода, где были высажены на землю по гайдропам три человека, корабль около 2-х часов 24-го октября с. г. коснулся своей оболочкой проводов высокого напряжения. От вспышки оболочка загорелась. Командир корабля пятым по счету выпрыгнул сам. В горящем корабле остались еще двое: радист Чернов и пилот-штурвальный Скрынник. Чернов, уже висевший на руках в воздухе, успел спрыгнуть, а Скрынник погиб вместе с кораблем. Загоревшийся корабль, продержавшись несколько минут в воздухе, упал затем на территорию порохового и динамитного завода № 52 в 200-250 мтр. от производственных помещений завода и в 700-800 мтр. от пороховых и динамитных складов. Помимо вынужденного простоя завод никакого ущерба не понес. — Из записки прокурора СССР А. Вышинского И. Сталину, 1935 г.
Командир корабля Владимир Устинович был осуждён на 2 года, осуждены были также штурман дирижабля Кобусов на 1,5 года и начальник лётной площадки, где базировался дирижабль. Через год Устинович и Кобусов были освобождены, поскольку их невиновность в неправильных расчётах расхода горючего была доказана по результатам лётных испытаний однотипного дирижабля «СССР-В8». За выяснившуюся ошибочность норм расхода топлива были осуждены конструктор дирижабля Харабковский на 25 лет и пилот-испытатель Померанцев на 12 лет.